# Батыров, Шаджа Батырович
Шаджа Батырович Батыров (20 сентября [3 октября] 1908 — 14 октября 1965, Ашхабад) — советский партийный деятель. Член ВКП(б) с 1930.

## Биография
Родился в семье зажиточного торговца (по другим сведениям, крестьянина-бедняка) в ауле Дешт Закаспийской области Российской империи. Туркмен, выходец из племени ахалских текинцев.
В 1927 году окончил сельскую школу, затем двухгодичные педагогические курсы в Ашхабаде. После курсов начал работать учителем в с. Караган Бахарденского района, потом заведующим интернатом в поселке Бахарден. В 1934 году окончил Ашхабадский педагогический институт. Здесь же продолжил обучение в аспирантуре и начал преподавательскую деятельность.
В 1936—1937 годах — редактор газеты «Борьба за грамотность». С 1937 года становится заместителем редактора, а затем редактором газеты «Совет Туркменистаны» («Советская Туркмения»). В 1939—1940 годах работает в должности директора Ашхабадского научно-исследовательского института языка и литературы. С 1940 по 1942 год Ш. Б. Батыров возглавляет Управление по делам искусств при СНК Туркменской ССР. Далее переходит на партийную руководящую работу. С 1942 по 1946 год — секретарь ЦК КП(б) Туркменистана по пропаганде и агитации, с 1946 по 1947 год — второй секретарь ЦК КП(б) Туркменистана, с марта 1947 по июль 1951 года — первый секретарь ЦК КП(б) Туркменистана. Также с марта 1947 года по март 1948 года занимает пост председателя Верховного Совета Туркменской ССР. После отставки с поста первого секретаря с 1952 года по 1954 год проходит обучение в Академии общественных наук при ЦК КПСС, защищает диссертационную работу и получает степень кандидата исторических наук (1954).
В 1954—1959 годах — директор Туркменского педагогического института им. В. И. Ленина. В 1959 году избран академиком Академии наук Туркменской ССР и президентом Академии наук Туркменской ССР. В 1962 году за монографию «Формирование и развитие социалистических наций в СССР» получает степень доктора исторических наук.
Скончался 14 октября 1965 года. Похоронен на Ватутинском кладбище Ашхабада.